# Cephalozia pleniceps
Cephalozia pleniceps là một loài rêu tản trong họ Cephaloziaceae. Loài này được (Austin) Lindb. miêu tả khoa học lần đầu tiên năm 1883.